# 200 MPH
200 MPH (Originaltitel 200 M.P.H., deutscher Verweistitel 200 MPH – Tempo ohne Limit) ist ein US-amerikanischer Actionfilm aus dem Jahr 2011 von Cole S. McKay nach einem Drehbuch von Thunder Levin.

## Handlung
Tom Merchant wird während eines illegalen nächtlichen Straßenrennens namens Sepulveda Suicide vom skrupellosen Drogendealer Kayce von der Straße gedrängt. Den daraus resultierenden Unfall überlebt Tom nicht. Stark erschüttert vom Verlust seines Bruders, den er sehr vergötterte, schwört Rick Merchant blutige Rache. Er nimmt auf eigene Faust die Ermittlungen auf und findet heraus, dass sein Bruder aufgrund seiner Nähe zum Drogenkartell sterben musste. Er beschließt, seine Feinde mit ihren eigenen Waffen zu schlagen und beschließt am Sepulveda Suicide teilzunehmen. Um sich ernsthafte Chancen auf den Sieg ausrechnen zu können, bedarf sein Auto, ein alter Mazda RX-7, allerdings eine gründliche Überarbeitung. Kelly Garcia, eine fähige Mechanikerin, nimmt sich dieses Unterfangens an und modifiziert das Fahrzeug von 1988. Tatsächlich ist sie dazu in der Lage, dass das Auto nun auf seine maximale Leistung zurückgreifen kann. Das Team verstärken außerdem Phong und Albert. Seine Mutter Debbie versucht alles, um seinen Sohn von seiner Idee abzubringen, da sie nicht noch einen Sohn verlieren will.

## Hintergrund

### Produktion
Die Dreharbeiten begannen im Januar 2010 und wurden über wiegend in Los Angeles realisiert. Erste Details zum Film erschienen im November 2010 auf der Internetseite des Filmstudios The Asylum. Damals wurde der Film unter dem Arbeitstitel 200 MPH: Midnight Racers geführt. Später wurde bekannt gegeben, den Untertitel streichen zu wollen. Außerdem wurden Cole McKay als Regisseur und Thunder Levin als Drehbuchautor vorgestellt. Als Namen aus dem Cast wurden Jaz Martin, Anna Maria DeMara, Darren Thomas und Hennely Jimenez angekündigt.
Während der Dreharbeiten wurde der Mazda RX-7 gestohlen. Das Auto gehörte dem Profi-Drifter Justin Pawlak. Als Ersatzfahrzeug sprang ein Nissan 240SX ein.

### Veröffentlichung
Am 26. April 2011 erschien der Film in den US-amerikanischen Kinos. In Deutschland wurde der Film auch unter dem Langtitel 200 MPH – Tempo ohne Limit veröffentlicht. Im Fernsehen wurde der Film unter dem Titel Race 4 Glory – Mit Vollgas zum Ruhm ausgestrahlt.

## Rezeption
„Dutzend-Geschichte um illegale Rennen und PS-starke Boliden; die Personen sind klar in Gut und Böse aufteilt und lassen keine Zweifel am Ausgang der einfältigen Handlung.“

„Erbärmlich. Was für ’ne Lachnummer!“

Cinema betitelt den Film außerdem als „bescheuertes Machwerk für die „Bitches“, „Pussys“ und Möchtegern-Macker von der Tanke“.
Trevor Anderson von Movie Mavericks gab dem Film gemischte Kritiken. Als negative Aspekte wurden unnötige Flüche und Nacktheit sowie die CGI-Effekte genannt. Die Kritik war jedoch überwiegend positiv und so wird Regisseur Cole McKay gelobt. Lobenswert werden die schauspielerische Leistungen der Schauspieler und die gut komponierten Aufnahmen erwähnt. Besonders gelobt wurden Zedrick Restauro und Jared Kahn, die „der Gruppendynamik einen dringend benötigten Funken verliehen haben, insbesondere in der Szene, in der sie ein Auto von einem Verwahrplatz stehlen“. Der Schauspieler, der als derjenige beschrieben wird, der „am hellsten strahlt“, ist Tommy Nash, obwohl er nur in den ersten fünfzehn Minuten des Films mitwirkt.
Christopher Armstead von Film Critics United beschreibt den Film als „erträglich“, sofern es im direkten Vergleich mit anderen Filmen von The Asylum geht. Er wiederum findet, dass die schauspielerische Leistungen der Besetzung schlecht wäre, lediglich die Leistungen der Schauspieler Darren Thomas, Paul Logan und Tommy Nash nimmt er als Ausnahmen hervor. Armstead gibt an, dass der Film „alles in allem gar nicht so schlecht war. Die Autorennen-Szenen waren, abgesehen von den CGI-Einblendungen, weitaus besser, als ich erwartet hatte.“
Im Audience Score, der Zuschauerwertung auf Rotten Tomatoes, hat der Film bei mehr als 250 Abstimmungen eine Wertung von 16 %. In der Internet Movie Database hat der Film bei fast 2.000 Stimmabgaben eine Wertung von 2,1 von 10,0 möglichen Sternen (Stand: Juni 2024).